# Alchemilla humilicaulis
Alchemilla humilicaulis är en rosväxtart som beskrevs av Sergei Vasilievich Juzepczuk. Alchemilla humilicaulis ingår i släktet daggkåpor, och familjen rosväxter. Inga underarter finns listade i Catalogue of Life.